# Casa do Grito
A Casa do Grito é uma edificação de importante relevância histórica, compondo a cultura material da cidade de São Paulo. O imóvel está relacionado ao marco da Proclamação da Independência brasileira ocorrida em 1822. Seu nome deriva-se ao grito de D. Pedro I ao proclamar a independência do Brasil, em 7 de setembro de 1822. A edificação simboliza a casa retratada no quadro "Independência ou Morte" de Pedro Américo, pois atualmente possui características semelhantes às do quadro.
O documento mais antigo referente a esse imóvel é datado de 1844, o que sugere hipóteses sobre sua fundação. Nessa época o material de sua edificação era de "pau-a-pique". A casa passou por alguns reparos até apresentar o aspecto que se vê hoje. A casa ficou relegada ao abandono até 1955, quando uma campanha, realizada pela Sociedade Geográfica Brasileira e o jornal A Gazeta, atribuiu caráter histórico ao imóvel, a partir da constatação de sua técnica construtiva: a taipa de sopapo ou pau-a-pique. Lançaram, então, a ideia de recuperá-la para visitação pública. Certamente, esta ideia estava vinculada às comemorações do IV Centenário da cidade de São Paulo. As obras de restauro, incluindo uma janela falsa, tiveram a intenção de aproximá-la da casa representada na obra de Pedro Américo, no intuito de caracterizá-la com o cenário composto pelo artista.
O imóvel é tombado pelo Conselho de Defesa do Patrimônio Histórico (CONDEPHAAT), que integra o acervo de Casas Históricas, sob a responsabilidade do Departamento do Patrimônio Histórico de São Paulo e abriga exposições diversas com temas relacionados à cidade.
A Casa do Grito localiza-se no interior do Parque da Independência, no bairro Ipiranga da cidade de São Paulo e é aberta à visitação pública em horários definidos.

## Características

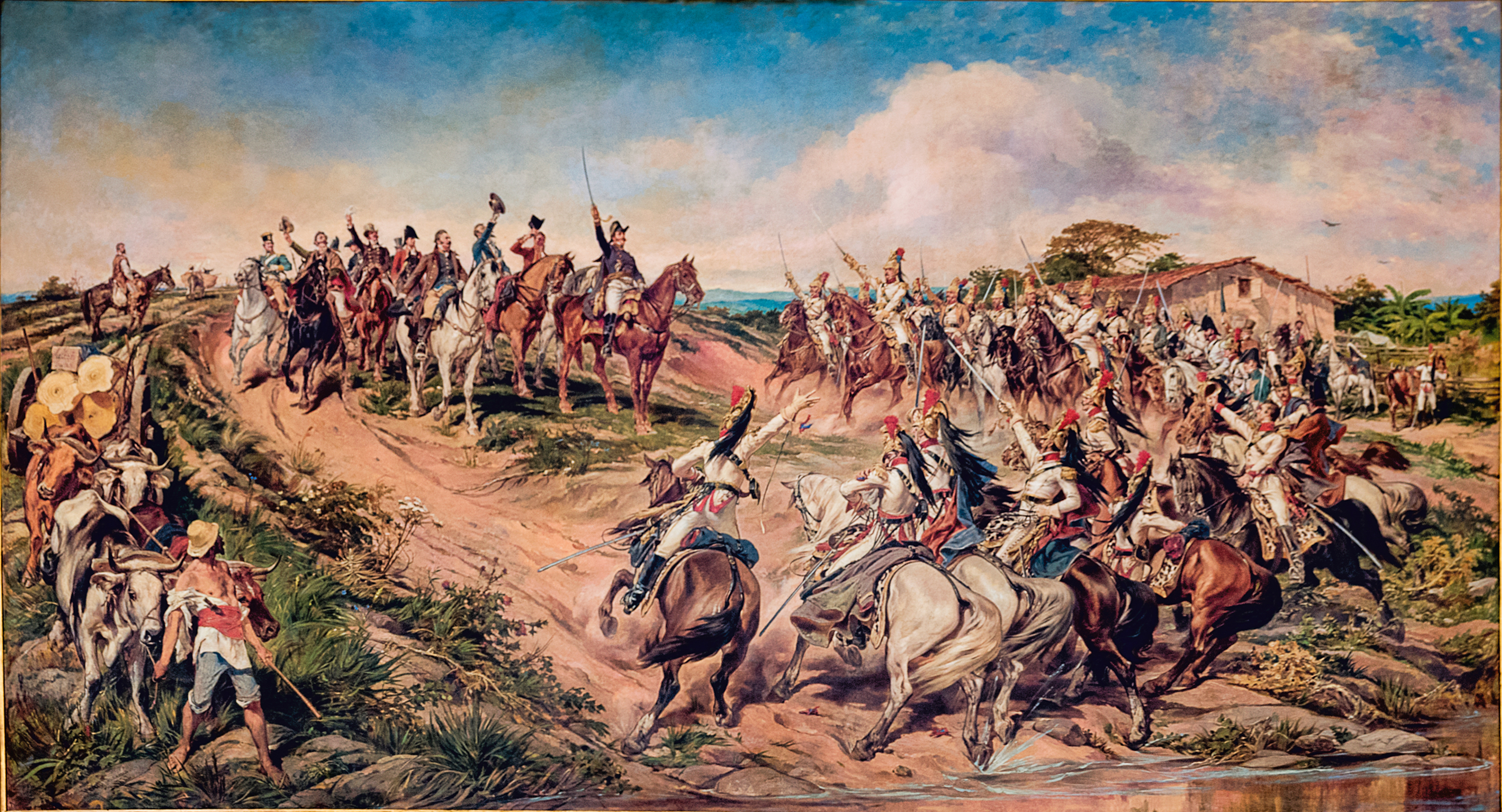
Quadro "Independência ou Morte!", também conhecido como "O Grito do Ipiranga" (óleo sobre tela, 1888), onde vê, ao fundo, a chamada Casa do Grito

A Casa do Grito apresenta a seguinte estruturação física: “A planta da Casa do Grito se desenvolve dentro de um retângulo de 11 metros de frente, por 9,75 metros de fundos, dividido longitudinalmente em 3 faixas, comportando 8 cômodos"
"Dentre suas várias dependências, podemos destacar o quarto de hóspede de categoria  – destinado ao chefe da expedição, isto é, aquele com maior poder aquisitivo. Existia a venda, estabelecida para suprir os viajantes em sua ida ao litoral. Havia também o cômodo, podendo ser utilizado como – quarto de hóspede ou depósito – poderia servir para abrigar um chefe de expedição menos importante, como também, para guardar as provisões.
O cômodo correspondia ao quarto dos donos da Casa, onde se tinha acesso a ele somente por meio da despensa, o que permite-nos pensar na questão da privacidade, por ser o dormitório mais isolado, segundo observação da planta da antiga residência. Esse aspecto não existe mais, pelo fato de ter sido criada uma porta, ligando esse quarto à sala, facilitando o fluxo dos visitantes. Além disso, devemos considerar o fato de que, ao estar mais perto da despensa, era mais fácil de estabelecer um controle com relação aos gêneros alimentícios que lá se encontravam na época em que a Casa do Grito era usada como moradia. Já a despensa era uma dependência anexa à cozinha , onde se desenvolvia o trabalho feminino, como o ato de fiar e que dava acesso ao quarto do casal." (MONTEIRO, 2019, p. 114)
A casa ergue-se nas proximidades do antigo Caminho do Mar e do riacho Ipiranga, tendo sido originalmente construída em pau-a-pique. Guarda vestígios das diversas reformas realizadas ao longo do tempo pelos seus diversos moradores. Diferentes materiais de construção foram a ela incorporados, tais como tijolos e até mesmo uma pequena intervenção em concreto.

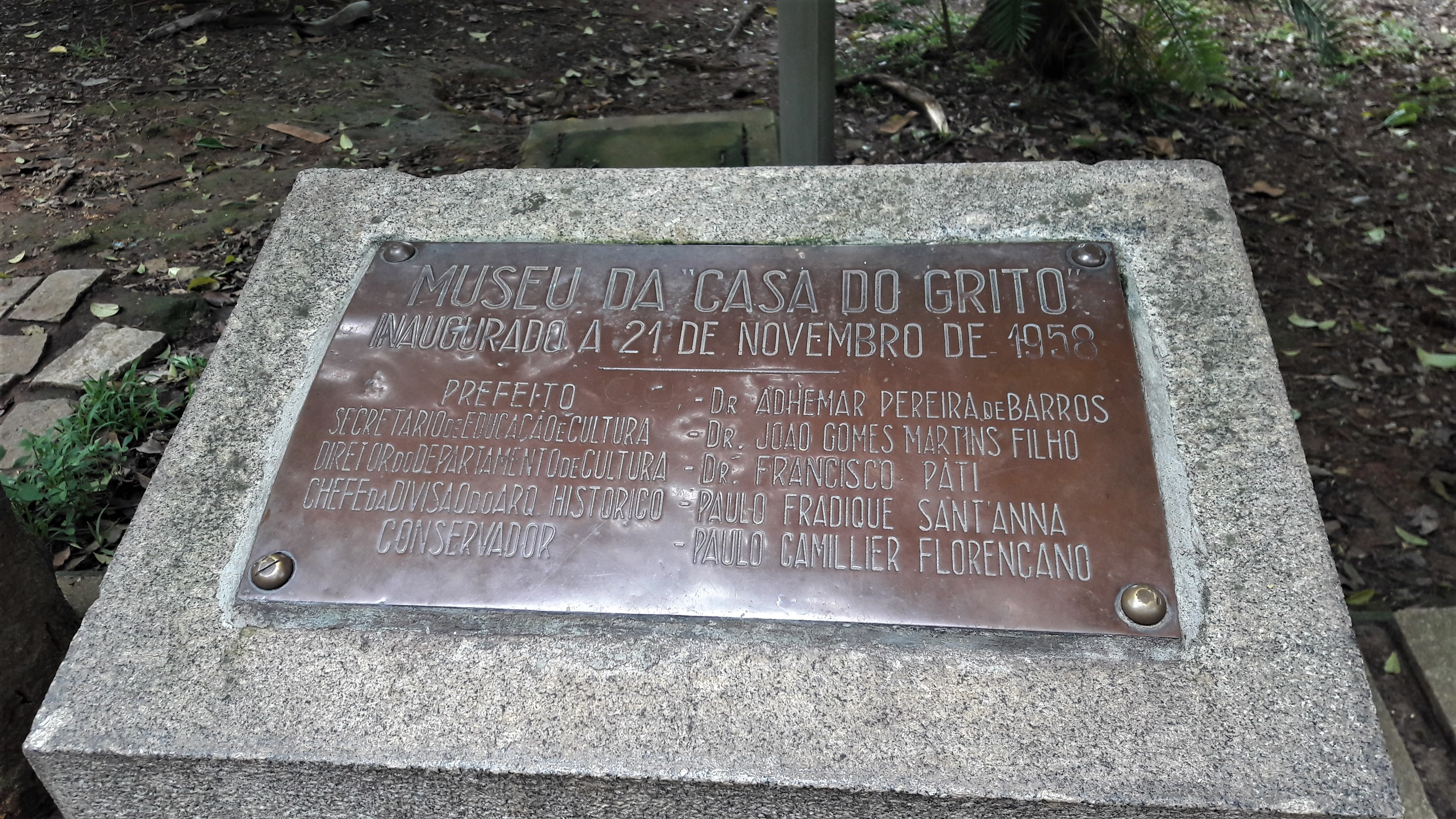
Placa de Inauguração do museu

## Histórico
Foi desapropriada em 1936, permanecendo semiabandonada até 1955, quando se realizou uma restauração que procurava aproximá-la à casa representada na tela  de Pedro Américo, que se encontra no Salão Nobre do Museu Paulista (Museu do Ipiranga).
Nessa restauração lhe foi incorporada uma falsa janela em uma de suas paredes, a fim de torná-la o mais fiel possível à representação artística do pintor. Nessa ocasião que o imóvel passou a ser conhecido como "Casa do Grito".
Foi tombado em 1975 pelo CONDEPHAAT e, em 1981, foi submetida a pesquisas arqueológicas e a obras de restauro que procuraram corrigir os excessos das intervenções realizadas ao longo dos anos.
Nos anos 2007 e 2008, passou por novo processo de restauração, sendo reinaugurada no dia 7 de setembro de 2008.
É uma das doze casas que integram o Museu da Cidade de São Paulo.

## Visitação
A Casa do Grito se localiza no interior do Parque da Independência, no Ipiranga e abriga exposições diversas com temas relacionados à cidade de São Paulo. A visitação pública é permitida de terça a domingo, das 9:00 às 17:00 horas.

## Galeria

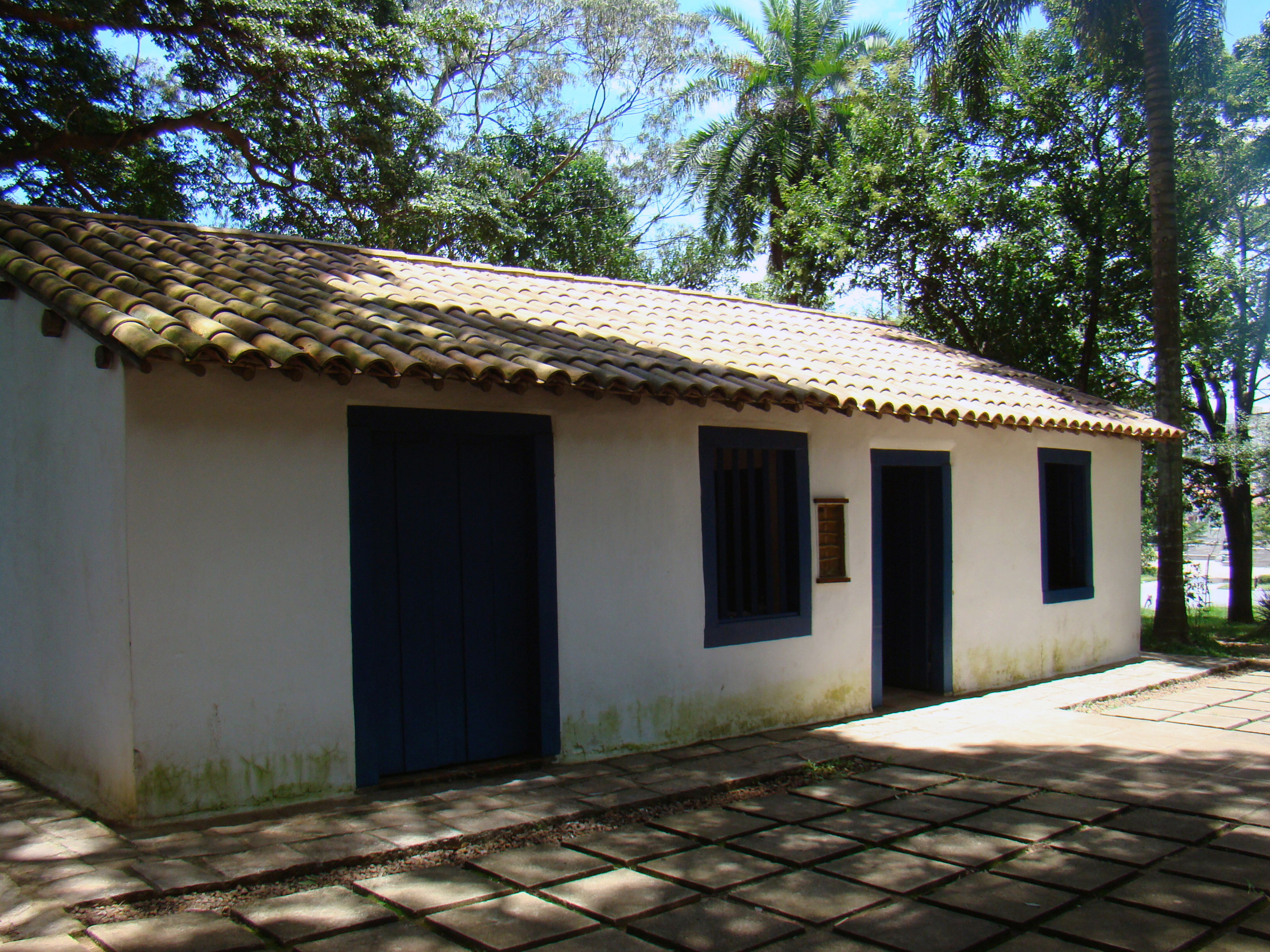
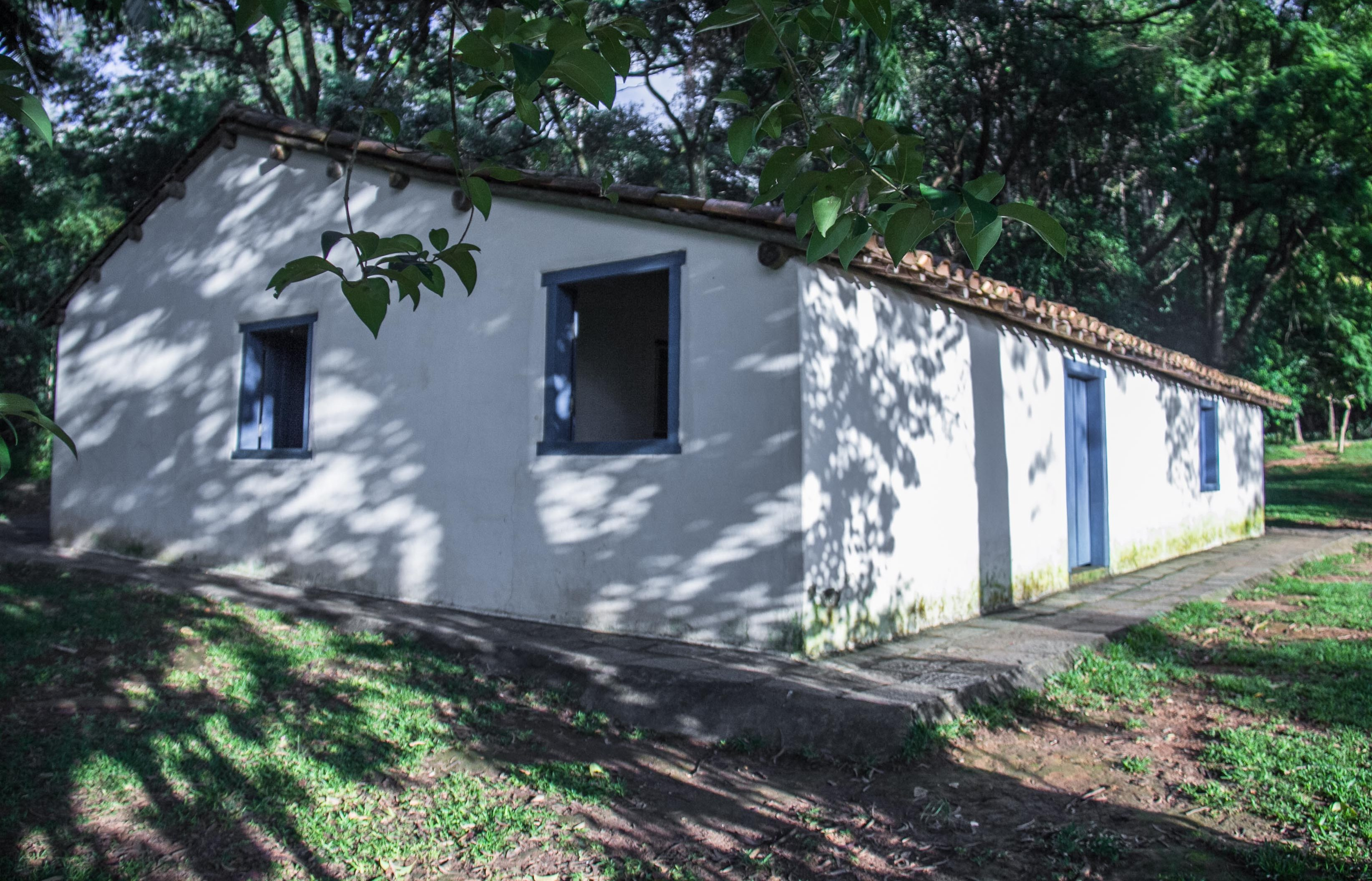
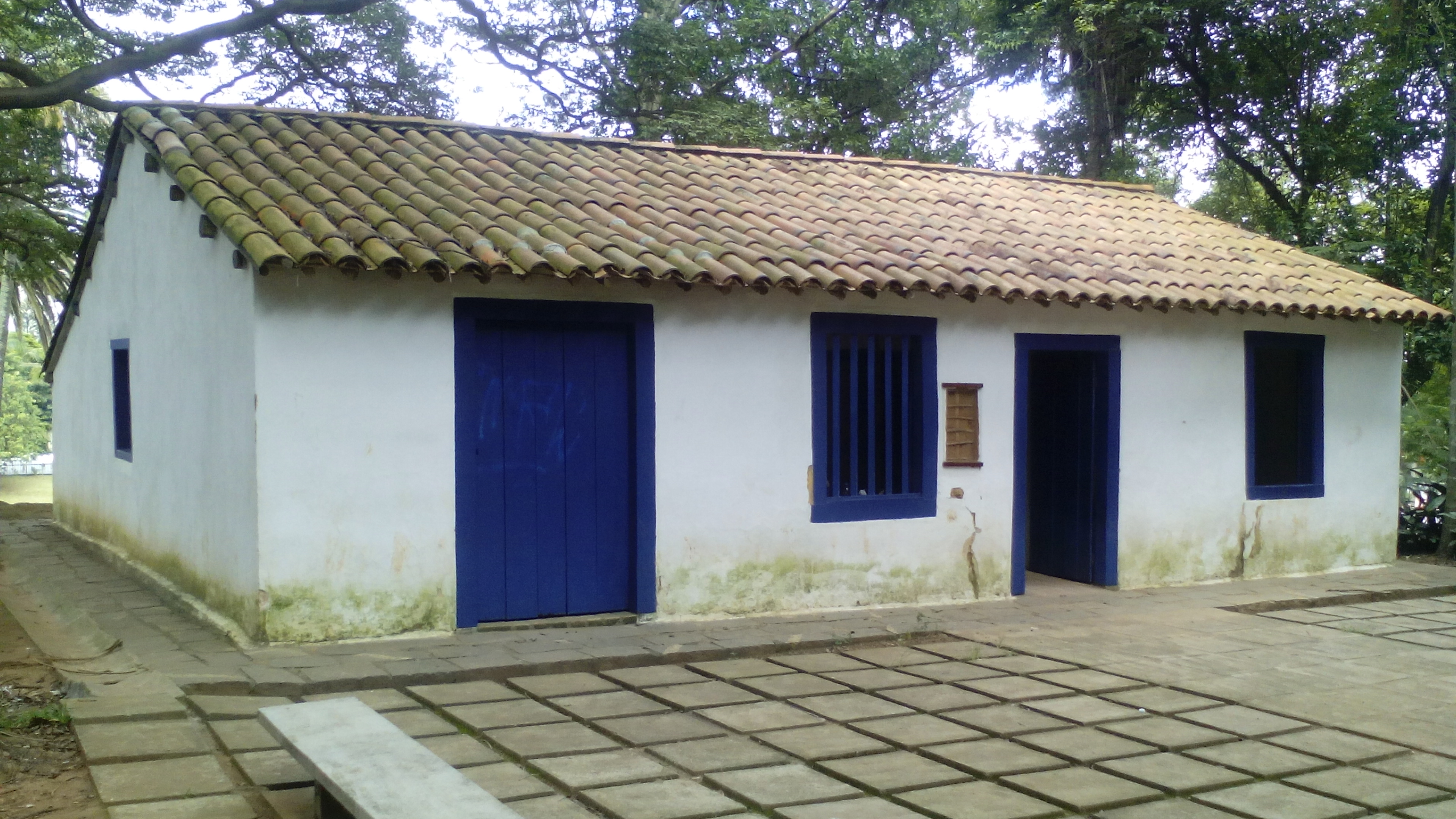
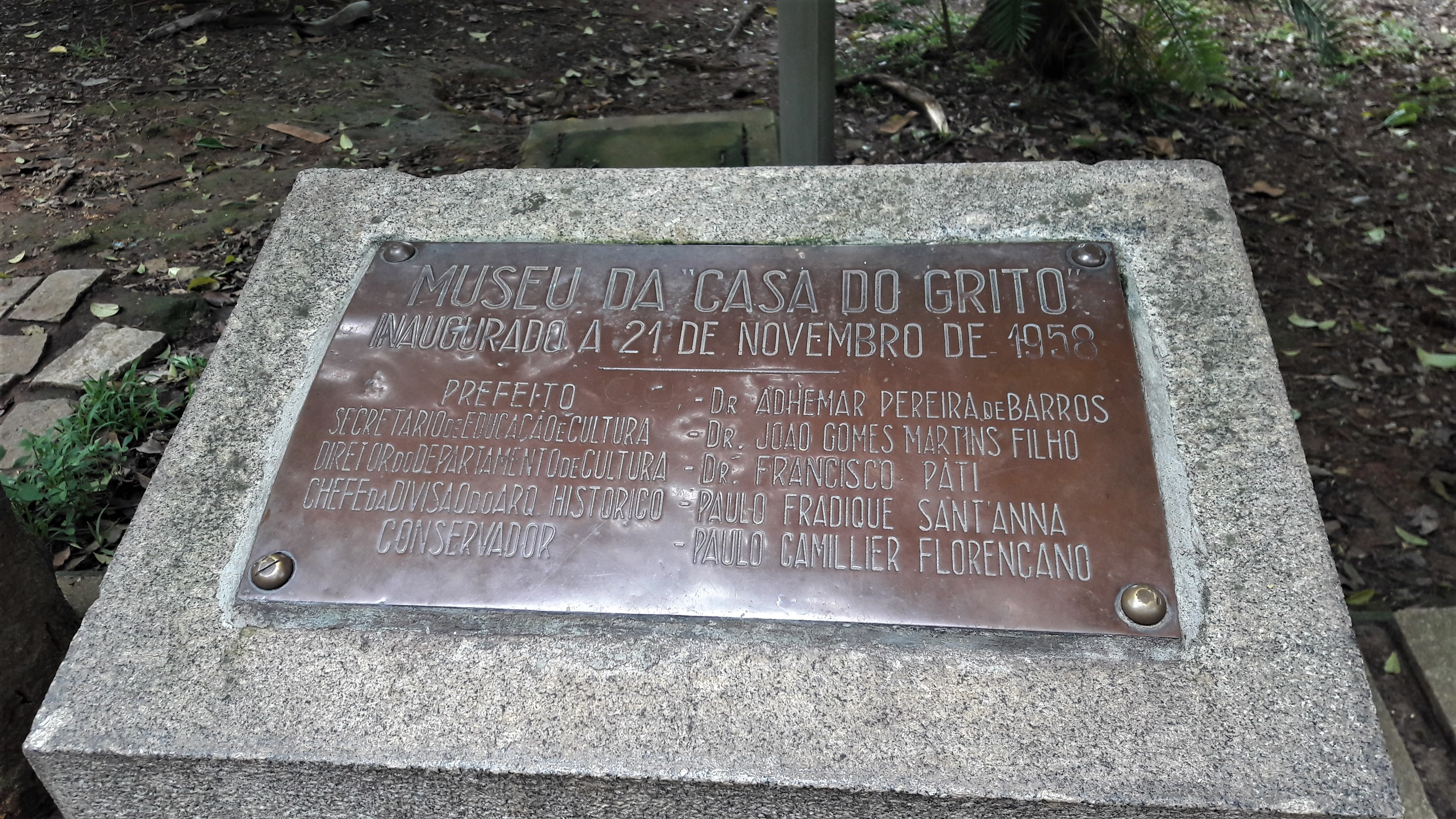